# Cala Petita
Cala Petita ist eine kleine Bucht mit einem Sandstrand an der Ostküste der spanischen Baleareninsel Mallorca. Sie befindet sich im Osten der Gemeinde Manacor zwischen den Orten Porto Cristo und S’Illot – Cala Morlanda.

## Lage und Beschreibung

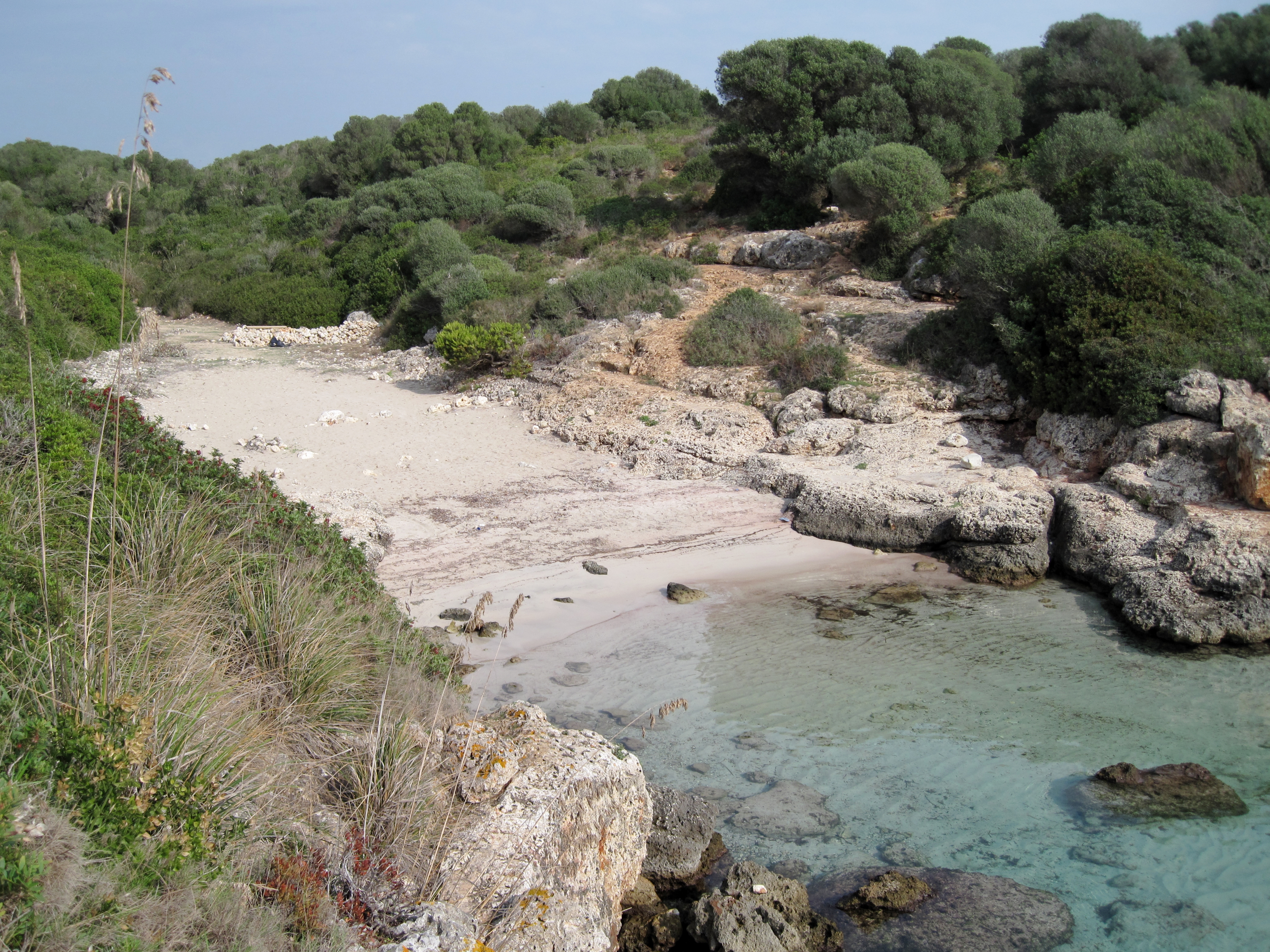
Strand der Cala Petita

Die Cala Petita liegt etwa einen Kilometer östlich der geschlossenen Ortsbebauung von Porto Cristo, südöstlich der Landstraße MA-4023 zwischen Porto Cristo und Cala Millor. Sie ist ein länglicher Meereseinschnitt zwischen dem Felsenkap sa Ferradura im Südwesten und der nordöstlichen Meereseinbuchtung Racó de s’Home Mort. Etwa 1,5 Kilometer nordöstlich befindet sich die Cala Morlanda mit der Nebenbucht Caló d’en Rafalino. Die Landschaft hinter der Cala Petita wird als es Mitjà de Mar bezeichnet.
Der Strand der Cala Petita aus mit Geröll vermischtem Sand und einzelnen größeren Steinen ist nur etwa 20 Meter lang und von Felsen flankiert, die zur Buchtausgang hin eine Kliffküste bilden. Durch eine Biegung in der Mitte der Bucht von südöstlicher Richtung nach Osten zur offenen See ist diese vom Strand her nicht zu sehen. Hinter dem etwa 30 Meter breiten Strand steigt das Gelände in einem Regenabflusseinschnitt langsam zu den Landgütern zwischen Bucht und Landstraße im Nordwesten an. Die Vegetation der Umgebung bilden teils Sträucher und niedere Bäume als auch Kiefernwald.

## Zugang
Von der Straße Avinguda de Cala Petita am Ostrand von Porto Cristo führt ein schmaler Weg entlang der Grenze eines nordwestlich liegenden Landgutes nach es Mitja de Mar. Nach Durchschreiten zweier gemauerter Pfeiler eines ehemaligen Tores geht nach rechts ein geschwungener Pfad ab, der etwas abschüssig an der Bucht der Cala Petita endet. Der Weg ist insgesamt ungefähr 900 Meter lang.

## Belege
- Manacor Turístic: Umweltatlas Manacor, Ajuntament de Manacor / Delegació de Turisme / Delegació de Medi Ambient 2008
- Manacor Turístic: Mapa topogràfic del terme municipal de Manacor, Topografische Karte 1:40.000, Ajuntament de Manacor / Delegació de Turisme 2007